# 4Media
4Media S.A. – spółka podejmująca działalność wydawniczą, poligraficzną, radiowo-telewizyjną oraz w internecie. Zarejestrowana formalnie w 2001 r. w wyniku przejęcia i zmiany nazwy spółki Chemiskór S.A. zajmującej się produkcją skór miękkich, farb i środków chemicznych dla przemysłu garbarskiego.
W skład holdingu Chemiskór/4Media wchodziły m.in.:
- drukarnie: Azet-Grafiko Sp. z o.o.[1], Druk-Serwis Sp. z o.o.[2]
- prasa i media: Polska Prasa Bezpłatna S.A. („Dolnośląski Tygodnik Reklamowy” i „Wrocławska Gazeta Domowa“), Polska Prasa Lokalna („Ilustrowany Kurier Polski“), DWWS S.A. („Życie”, „Prawo i Gospodarka“)[3]. „Tylko Rock”, „Antena”[4]

- rozgłośnie radiowe: Regionalne Rozgłośnie Radiowe S.A., „Radio Fama” w Kielcach, „Radio Top” w Katowicach[5]
- internet: The MotherShip Poland Sp z o.o. (portal „Ahoj.pl“)[6]

W maju 2001 nazwa Chemiskór S.A.  została oficjalnie zmieniona na 4Media S.A. W 2002 roku 4Media zarejestrowała prawie 76 mln zł straty netto, zaś jej prognozy mówiły o zyskach. Zarząd nie wniósł o upadłość spółki, mimo że od dawna nie płacił długów.
31 marca 2003 Komisja Papierów Wartościowych i Giełd wykluczyła z obrotu akcje 4Media S.A. KPWiG zarzuciła spółce m.in. nieterminowe wykonywanie obowiązków informacyjnych, nierzetelne informowanie o sytuacji finansowej spółki, pomijanie informacji mogących w istotny sposób wpłynąć na cenę lub wartość akcji spółki oraz podawanie zawyżonych prognoz finansowych. Sąd zasądził na rzecz 102 inwestorów 2,2 mln zł odszkodowania.
Zarząd 4Media dniem 17 kwietnia 2003 złożył wniosek o upadłość spółki. Z grupy która wydawała kilka gazet i magazynów ogólnopolskich oraz 17 tytułów lokalnych pozostały niespłacone wielomilionowe długi.
W 2008 r. CBA zatrzymała ukrywającego się byłego wiceprezesa Dariusza Kaszubskiego, w spółce odpowiadał za sprawy finansowe.
Prokuratura zarzuciła Dariuszowi Kaszubskiemu, Wojciechowi Kreftowi i Jackowi Merklowi m.in. doprowadzenie do niekorzystnego rozporządzenia kwotą ok. 30 mln zł przez spółki zależne od 4Media i narażenie innych firm na straty blisko 16 mln zł. W 2009 sąd rejonowy wykreślił spółkę z rejestru KRS.
Przez 8 lat prokuratura poszukiwała dowodów na pranie brudnych pieniędzy przez spółki miliardera Ryszarda Krauzego i byłego polityka Jacka Merkla.
W 2013 r. umorzono śledztwo grupy 4Media, gdy tropy wędrujących po świecie 8 mln $ z Izraela urwały się w Szwajcarii.